# Christian August Siegfried Hoffmann
Christian August Siegfried Hoffmann (* 3. Juli 1760 in Freiberg; † 15. März 1813 daselbst) war ein deutscher Mineraloge, Edelstein-Inspektor und Administrator der akademischen Mineralienniederlage in Freiberg.

## Leben
Hoffmann studierte in Freiberg Mineralogie bei Abraham Gottlob Werner. Nach dessen Vorträgen verfasste er zwischen 1811 und 1813 das „Handbuch der Mineralogie“ in zwei Bänden. Fortgesetzt wurde dieses Werk im III. und IV. Band durch August Breithaupt zwischen 1816 und 1818.
Zusammen mit Karsten war Hoffmann 1792 Herausgeber der „Nachrichten von dem Mineralien-Cabinet des Propsts von Ohaim [sic.] nach dem Werner’schen System“, welches durch zahlreiche Beispiele erläutert wird. Von 1800 bis 1804 übernahm er als alleiniger Herausgeber das „Bergmännische Journal“, das er zuvor gemeinsam mit Alexander Wilhelm Köhler herausgegeben hatte.
Hoffmann gilt zudem zusammen mit Abraham Gottlob Werner als Erstbeschreiber des Minerals Mellit, zu dem er 1789 im „Bergmännischen Journal“ (Jahrgang 2, Band 1) neben dem Mineralsystem des Herrn Inspektors Werner unter dem Synonym Honigstein eine kurze Beschreibung festhält.